# 土家语
土家语是中國土家族的民族语言。属汉藏语系藏缅语族，语支未定，或列入土家语支。主要分布在湖南省湘西土家族苗族自治州，使用人口数量估计在8万左右，其中绝大部分人都兼用汉语，单一土家语使用者很少。分有南北两种方言，因历史阻隔而不能互通。没有法定文字，但有一种拼音文字在基础教育领域小范围应用。

## 名称
北部土家语分布地区广阔，各地自称略有区别。其中靛房方言称本民族为/pi35tsi55kʰa21/，其中/kʰa21/是表宗族或族群的后缀，/pi35tsi55/的含义则还没有科学的解释；称本民族的语言为/pi35tsi55sa21/，其中/sa21/指“话”。:30,178,187:16
南部土家语方言称本民族为/m̩21dzɿ21/。:198
土家人在使用汉语时，称本民族的语言为“土话”，称汉语为“客话”。:129

## 分布和人口
根据1986年出版的《土家语简志》，土家语分布在湖南湘西州的永顺县、龙山县、保靖县、古丈县、泸溪县，湖北恩施州的来凤县、宣恩县，四川涪陵地区（今属重庆）的酉阳土家族苗族自治县、秀山土家族苗族自治县。此外，根据各地民族识别调查资料，在当时，湖南张家界市慈利县、桑植县，常德市石门县；湖北恩施州鹤峰县、咸丰县，宜昌市五峰土家族自治县；重庆石柱土家族自治县、黔江土家族苗族自治县；贵州铜仁地区印江土家族苗族自治县等地亦有土家语分布:112
而新近的调查结果表明，目前使用土家语的人口仅分布在湖南湘西龙山县南部、保靖县北部、永顺县西南部、古丈县西北部和泸溪县潭溪镇，此外在重庆酉阳土家族苗族自治县、湖北恩施州来凤县的少数乡村还有个别使用者。使用人口大约在6.5万到10万之间，绝大多数为土汉双语人。:3-4:146,159-160

## 系属
土家语是汉藏语系藏缅语族中的一种语言。其具体属于哪一语支，学术界还没有定论，主要有彝语支、土家语支和羌语支三种看法。
20世纪50年代，王静如首先对土家语的归属问题做了较为详细的论证，认为土家语属于汉藏语系藏缅语族，比较接近彝语，可以归入彝语支。
1986年出版的《土家语简志》认为，土家语属于汉藏语系藏缅语族，但从基本词汇看，不接近彝语支，跟藏语支和景颇语支也有较大差异，无法归入其中任何一个语支。:162《中国大百科全书》和《语言学名词》都谨慎地认为土家语“语支未定”。
1989年，戴庆厦等人提出了新的藏缅语言系属分类法，在藏缅语族南部语群下建立土家语支，只包括土家语一门语言，并指出土家语在早期与南部语群的缅彝语支关系密切，后来因长期受到汉语影响，在许多特征上与缅彝语支越来越不同，最终形成了独立的语支。这一观点得到了其他一些研究者的赞同。:5:7
2003年，何天贞通过同源词、语法等的深入比较，认为从发生学关系上来看，土家语属于藏缅语族羌语支，是羌语支中最早分化出来、音系简化最严重的一门语言。

## 方言
土家语主要分布在湘西土家族苗族自治州，分为南北两种方言，相互之间基本上不能通话。词汇上，基本词汇相同的只有8%，有对应关系的有27%，完全不同的有65%。
北部土家语主要分布在龙山县、保靖县、永顺县、古丈县四县交界处的酉水（及其支流洗车河、猛洞河）一带 。来凤县百福司镇残存的土家语也属北部方言。绝大多数的土家语人口都使用北部方言。有学者将其进一步划分为龙山土语和保靖土语。
南部土家语仅分布在泸溪县潭溪镇，使用者只有2000人左右，孤悬于周围使用苗语的村落之中。:1-2:152:102
- 北部（毕基）：保靖县、龙山县、古丈县、永顺县
  - 互士语
  - 虾语
  - 沙沙语
- 南部（孟兹）：泸溪县潭溪镇

龙山县土家语使用区域主要在洗车河周围。田德生(1986)研究的是龙山县靛房乡方言。叶德书描写的是龙山县苗儿滩镇星火村方言。彭勃描写了永顺县方言。Brassett调查的土家语数据主要基于龙山县他砂乡方言，也有一部分基于坡脚乡、靛房乡方言。戴庆厦描写保靖县仙仁乡方言。张军(2006)描写龙山县多谷村方言和泸溪县婆落寨的南土家语方言。

### 陈康 (2006)
陈康 (2006):152
- 北部土家语
  - 龙山土语（内名：pi35tsi55 kʰa21或Bifzivkar）-分布在：
    - 龙山县：贾市、咱果、苗市、坡脚、猛西、他砂、水坝、官平、内溪、干溪、靛房
    - 湖北来凤县：卯洞
    - 永顺县：勺哈、列夕、对山、高坪、太平
    - 古丈县：茄通、田家洞

  - 保靖土语（内名：mi35tɕi55 kʰa21或Mifqivkar)-分布在：
    - 保靖县：拔茅、比耳、马王、昂洞
    - 龙山县：岩冲
- 南部土家语-分布在泸溪县潭溪乡下列村：[6]
  - 下都（土家语：tsʰie21 bu21或Cirbur）
  - 铺竹（土家语：pʰu33 dzɯ33或Puzzu）
  - 波洛寨（土家语：bo33 lo33 tsai31或Bolozaif）
  - 且己（土家语：tsʰa33 dʑi35或Ciejif）
  - 下且己（土家语：tsʰa33 dʑi35 a21 di35或Ciajifafdif）
  - 大波流（土家语：tsʰie21 dɯ55 pʰo21或Cierduovpor）
  - 小零寨（土家语：tsʰie55 ȵĩ35 sa33或Ciernifsa）
  - 梨木寨（土家语：li21 mu21 tsai31或Livmuvzaif）
  - 土麻寨（土家语：tʰɯ31 ma21 tsai31或Tufmavzaiv）
  - 潭溪镇（土家语：hu33 dɯ33或Huduo）

### 杨再彪(2011)
杨再彪报告称，土家语分布在34个镇约200个行政村的500余个自然村中。:4北部土家语内名为pi²⁴tsɿ⁵⁵kʰa²¹，南部土家语内名为mõ²¹dzɿ²¹。:15杨再彪的田野调查覆盖了北部土家语靛房、小龙热方言，以及南部土家语且己方言。
- 龙山县(东南；15镇)：洗车河镇、隆头镇、苗儿滩镇、靛房镇、洛塔乡、干溪乡、猛西乡、凤溪镇、坡脚乡、他砂乡、内溪乡、贾市乡、岩冲乡、长潭乡、里耶镇
- 永顺县(西部；5个镇)：对山乡、和平乡、西歧乡、首车镇、勺哈乡
- 保靖县(西部及东南部；10个镇)：
  - 西保靖：隆头乡、比耳乡、马王乡、拔茅镇、普戎镇、昂洞乡、龙溪乡、簸箕乡
  - 东南保靖：涂乍乡、仙人乡
- 古丈县(西北2镇)：茄通(含小龙热村ɕiao⁵⁵lũ²¹ze⁵⁵)、断龙乡
- 泸溪县(1镇)：潭溪镇(含且己村tsʰa³³dʑi³⁵/tsʰe⁵³dʑi²¹)
- 来凤县(1镇)：河东乡

## 音系

### 声母
北部土家语（龙山县靛房镇）的声母表如下:3-6：
|        | 塞音 | 塞音   | 塞擦音 | 塞擦音 | 鼻音 | 边近音 | 擦音 | 擦音 | 近音 |
| 不送气 | 送气 | 不送气 | 送气   | 清音   | 鼻音 | 边近音 | 浊音 |      | 近音 |
| ------ | ---- | ------ | ------ | ------ | ---- | ------ | ---- | ---- | ---- |
| 唇音   | p    | pʰ     |        |        | m    |        |      |      | w    |
| 齿龈音 | t    | tʰ     | ts     | tsʰ    | n    | l      | s    | z    |      |
| 龈颚音 |      |        | tɕ     | tɕʰ    |      |        | ɕ    |      | j    |
| 软腭音 | k    | kʰ     |        |        | ŋ    |        | x    | ɣ    |      |

- 声母/n/在/i/韵母或/i/介音前读[ȵ]。
- 声母/n/和/l/对立，但有合为一个音位的趋势。也有人认为/n/和/l/是自由变体[14]:7-8。
- 声母/x/在/u/韵母或/u/介音前读[xɸ]，在/ɨ/韵母或/ɨ/介音前读[ʕ]。
- 元音开头的音节，实际带有轻微的喉塞音声母[ʔ]。

- 浊塞音、浊塞擦音及/f/仅见于南部方言。

### 韵母
北部土家语（龙山县靛房镇）的韵母表如下:6-10：
|   | a  | o | e  |    | ai  | ei  | au  | ã  | ẽ  |    |
| i | ia |   |    | iu |     |     | iau | iã | ĩ  | iũ |
| u | ua |   |    |    | uai | uei |     | uã | uẽ | ũ  |
| ɨ |    |   | ɨe | ɨu |     |     |     |    |    |    |

- /i/在/ts/、/tsʰ/、/s/、/z/声母后读[ɿ]。
- /e/在零声母后读[e]，与其他声母相拼有明显的介音/i/。
- /ɨe/在/k/、/kʰ/、/x/、/ɣ/声母后读[ɨɘ]。
- 另有元音/ɪ/，可以黏附在其他所有韵母之后，用来表示将行体。
- 另一份调查结果[14]:9对音位的归纳与此相同，但具体记法不同，对应如下：/ɨ/⇀/ɯ/，/e/⇀/ie/，/uei/⇀/ui/，/ei/⇀/ɯi/，/ɨe/⇀/ɯe/，/ɨu/⇀/ou/，/ẽ/⇀/ə̃/，/uẽ/⇀/uə̃/，/iũ/⇀/ioŋ/，/ũ/⇀/oŋ/。

### 声调
北部土家语（龙山县靛房镇）的声调表如下:15-16：
| 调型 | 调值  |
| ---- | ----- |
| 高平 | 55 ˥˥ |
| 高升 | 35 ˧˥ |
| 低降 | 21 ˨˩ |

- 高平调有高降调的变体。在句首和句中多读高平，在句末多读高降。
- 低降调有低平调的变体。

许多调查报告都将北部土家语的声调描写为4个，区分高平调和高降调。有学者研究后指出，对立的高平调和高降调是晚近才从一个高调中分化出来的，而且这一音变还在进行中。北部土家语周边的汉语方言属西南官话成渝片，有高平、高降、低降、升调四种调型。因为长期的接触关系，使得北部土家语的高调产生分化，渐渐具备了辨义功能，变为高降和高平两个独立的声调。

## 语法

### 语序
土家语属SOV语言，主语、宾语均在谓语之前。
名词或代词做定语时，定语在中心语之前；形容词或数量词组做定语时，定语在中心语之后。
状语在中心语之前，只有否定副词做状语时可以置于中心语之后。补语在谓语之后。:93-102

### 助词
北部土家语有丰富的助词。结构助词用来标记主语、宾语、间接宾语，或用于定中、状中、述补之间，或组成特殊的短语结构。趋向助词表示动作的趋向。语气助词用来表示陈述、疑问、祈使和命令语气。此外还有专门用来表示时体貌的助词。:74-83,92

### 体貌
北部土家语有丰富的体貌。在表示“动作行为”和“说话行为”的时间关系时，有下列十六种体貌，通过在动词或形容词后附加黏着语素和助词来实现（形容词只有将行体和完成体）：
|        |          | 例子            | 例子            | 例子         | 例子           |
| 土家语 | 汉语释义 | 土家语          | 汉语释义        |              |                |
| ------ | -------- | --------------- | --------------- | ------------ | -------------- |
| 原型   | 原型     | zi55            | 做              | no35         | 烧             |
| 将行体 | 第一级   | ziɪ55           | 将要做          |              |                |
| 将行体 | 第二级   | ziɪ55xu21       | 快要做          |              |                |
| 将行体 | 第三级   | ziɪ55xu21la21   | 就要做          |              |                |
| 将行体 | 第四级   | ziɪ55tau21xu55  | 很快将做        |              |                |
| 即行体 | 第一级   | zi55a55ti55xu21 | 即将做          |              |                |
| 即行体 | 第二级   | zi55xu21        | 很快即做        |              |                |
| 即行体 | 第三级   | zi55xu21la21    | 马上就做        |              |                |
| 即行体 | 第四级   | zi55tau21xu55   | 立刻开始做      |              |                |
| 进行体 | 第一级   | zi55la55xu55    | 正开始做        |              |                |
| 进行体 | 第二级   | zi55la55        | 已在做          |              |                |
| 进行体 | 第三级   | zi55la55ne55    | 还在做/反复在做 |              |                |
| 进行体 | 第四级   | zi55tɕi35xu21   | 即将做完        |              |                |
| 完成体 | 第一级   | zi55liau55      | 刚做过了        |              |                |
| 完成体 | 第二级   | zi55tɕi35liau55 | 已做完          |              |                |
| 完成体 | 第三级   |                 |                 | no35po21la21 | 烧着了         |
| 完成体 | 第四级   | zi55po55ɕi55    | 早就已经做成的  | no35po55ɕi55 | 早就已经烧成的 |

- 从“说话”到“动作开始”之间相隔的时间，将行体第一级最长，即行体第四级最短。
- 完成体第一级表示动作已经进行过了。完成体第二级表示动作已经进行过了，且动作行为已经完成。
- 完成体第三级表示动作行为已经完成，且完成的状态一直持续到说话时（“柴火已经烧着了，说话时还一直烧着”）。

除此以外，还有交互体、短时体和静止体。:55-61,63-64

## 文字
土家语历史上并没有自己的文字。中华人民共和国成立后，吉首大学的彭秀模、叶德书，中央民族大学的罗安源，湖北民族学院的张伟权，先后创制了三套记录土家语的拼音文字，不过都没有得到国家和地方政府的批准，不具有法律地位。后两者都未曾推行。只有彭、叶创制的《土家语拼音方案（草案）》曾应用于教学领域，用来编写课本，但总体上运用范围狭小，社会影响不广泛，学生走出校园后就都不再使用。:174

### 叶德书 (1995)
叶德书的转写基于汉语拼音，用x、r、v、f四个字母表示声调。

### Brassett, Brassett, & Lu (2006)
Philip Brassett、Cecilia Brassett、Lu Meiyan提出了实验性的土家话拼音：
| 字母 | IPA  | 字母 | IPA |
| ---- | ---- | ---- | --- |
| b    | p    | ng   | ŋ   |
| c    | tsʰ  | p    | pʰ  |
| d    | t    | q    | tɕʰ |
| g    | k    | r    | z   |
| h    | x    | s    | s   |
| hh   | ɣ    | t    | tʰ  |
| j    | tɕ   | w    | w   |
| k    | kʰ   | x    | ɕ   |
| l    | l, n | y    | j   |
| m    | m    | z    | ts  |
| n    | ɲ, n |      |     |

| 字母 | IPA  | 字母 | IPA |
| ---- | ---- | ---- | --- |
| a    | a    | ing  | iŋ  |
| ai   | ai   | iong | iɔŋ |
| an   | ɛn   | iu   | iu  |
| ang  | aŋ   | o    | ɔ   |
| ao   | au   | ong  | ɔŋ  |
| e    | ɤ    | ou   | ou  |
| ei   | ei   | u    | u   |
| eng  | ɜŋ   | ua   | ua  |
| i    | i, ɨ | uai  | uai |
| ia   | ia   | uan  | uɛn |
| ian  | iɛn  | ui   | uei |
| iao  | iau  | un   | un  |
| ie   | iɛ   | uo   | uɔ  |

| 符号 | 声调   | 调名   | 字母 |
| ---- | ------ | ------ | ---- |
| 1    | ˥或˦   | 平调   | -v   |
| 2    | ˨˦或˧˥ | 升调   | -f   |
| 3    | ˨˩     | 低降调 | -r   |
| 4    | ˥˩或˥˧ | 高降调 | -x   |

## 濒危与保护
土家语目前面临巨大的危机。以土家语为母语的人口越来越少，且老龄化趋势明显。通行地域也越来越小，湘西地区以外的土家语已基本消失。语言的结构系统也逐渐退化，语法受汉语影响而变化，固有词大量消失，让位给汉语借词。:154-159
1986年，在湘西自治州教育委员会和民族委员会的支持下，叶德书在龙山县坡脚乡中心完小开展了“土家·汉双语双文接龙教学实验”。该项目利用土家语拼音与汉语拼音基本一致的特点，先教导以土家语为母语的儿童掌握土家语拼音，再从土家语拼音过渡到汉语拼音，然后利用汉语拼音教授汉语普通话。该项目一度扩大到周边乡镇，最终于1993年停止。2005年，靛房中心校和坡脚小学再度开启“土家语·汉语双语双文”教学实验。:177-178
湖北恩施来凤县百福司民族小学的储永明，有感于土家语的濒危，从1989年开始编写土家语教材，积极倡导双语教育。自1995年开始，百福司民族小学将土家语教育引入课堂，对小学低年级学生进行双语教学，并在全校开设土家文化课程。:179